# Prinia cinereocapilla
Prinia cinereocapilla е вид птица от семейство Cisticolidae. Видът е световно застрашен, със статут Уязвим.

## Разпространение
Видът е разпространен в Бутан, Индия и Непал.